# Остров Гоф (антарктическая станция)
«Гоф» (англ. Gough) — южно-африканская бывшая полярная постоянная научно-исследовательская станция, расположенная на острове Гоф, приблизительно в 3300 км от ближайшего берега материковой части Антарктиды. Основанная в 1956 году, полярная станция «Гоф» является первой полярной станцией ЮАР (ЮАС) и 24-й по времени постройки в мире.

## История
Полярная станция «Гоф» была основана в 1956 году группой британских и южно-африканских исследователей. Остров принадлежал Великобритании, но являвшись её колонией, Южно-Африканский Союз имел право на управление островом и станцией соответственно. После падения Британской Империи до 2001 года ничего не менялось.
Ныне остров и станция были переданы под власть Островов Святой Елены, Вознесения и Тристан-да-Кунья и де-факто контролируются Великобританией. Теперь на месте полярной станции находится метеорологический центр. А сам остров был внесён в список всемирного наследия ЮНЕСКО и стал природным заповедником.